# Мала Олма
Мала Олма́ (рос. Малая Олма, марій. Олма почиҥга) — присілок у складі Куженерського району Марій Ел, Росія. Входить до складу Юледурського сільського поселення.

## Населення
Населення — 13 осіб (2010; 16 у 2002).
Національний склад (станом на 2002 рік):
- марійці — 100 %